# III. třída okresu Jihlava 2003/2004
V soubojích fotbalové III. třídy okresu Jihlava 2003/2004, jedné ze skupin 9. nejvyšší fotbalové soutěže, se utkalo 14 týmů dvoukolovým systémem podzim – jaro. Tento ročník skončil v červnu 2004. Postup do II. třídy okresu Jihlava 2004/2005 si zajistily první dva týmy TJ Ježek Rantířov „B“ a TJ Růžená, do IV. třídy okresu Jihlava 2004/2005 sestoupil poslední tým Sokol Rohozná.

## Výsledná tabulka
| Poř. | Tým                    | Z  | V  | R | P  | VG | OG  | B  |
| ---- | ---------------------- | -- | -- | - | -- | -- | --- | -- |
| 1.   | TJ Ježek Rantířov „B“  | 26 | 19 | 3 | 4  | 91 | 40  | 60 |
| 2.   | TJ Růžená              | 26 | 19 | 2 | 5  | 95 | 46  | 59 |
| 3.   | TJ Podyjí Černíč       | 26 | 13 | 8 | 5  | 66 | 40  | 47 |
| 4.   | TJ Nová Říše           | 26 | 13 | 3 | 10 | 63 | 52  | 42 |
| 5.   | TJ Sapeli Janovice „B“ | 26 | 10 | 6 | 10 | 49 | 49  | 36 |
| 6.   | TJ Slavoj Třešť „B“    | 26 | 10 | 5 | 11 | 59 | 56  | 35 |
| 7.   | 1. FC Batelov „B“      | 26 | 10 | 5 | 11 | 65 | 61  | 35 |
| 8.   | TJ Sokol Puklice „B“   | 26 | 10 | 4 | 12 | 58 | 65  | 34 |
| 9.   | FC Červený Hrádek      | 26 | 9  | 6 | 11 | 49 | 54  | 33 |
| 10.  | TJ Roma Jihlava        | 26 | 10 | 3 | 13 | 59 | 70  | 33 |
| 11.  | FSC Stará Říše „B“     | 26 | 10 | 2 | 14 | 63 | 61  | 32 |
| 12.  | TJ Sklo Janštejn       | 26 | 9  | 4 | 13 | 49 | 63  | 31 |
| 13.  | TJ Ždírec              | 26 | 8  | 5 | 13 | 42 | 55  | 29 |
| 14.  | Sokol Rohozná          | 26 | 3  | 2 | 21 | 23 | 119 | 11 |

Poznámky:
- Z = Odehrané zápasy; V = Vítězství; R = Remízy; P = Prohry; VG = Vstřelené góly; OG = Obdržené góly; B = Body; (S) = Mužstvo sestoupivší z vyšší soutěže; (N) = Mužstvo postoupivší z nižší soutěže (nováček)

|  | Postup do II. třídy okresu Jihlava 2004/2005 |
|  | Sestup do IV. třídy okresu Jihlava 2004/2005 |